# Synodus oculeus
Synodus oculeus är en fiskart som beskrevs av Cressey, 1981. Synodus oculeus ingår i släktet Synodus och familjen Synodontidae. Inga underarter finns listade i Catalogue of Life.